# Велимир Вукојић
Велимир (Вилентија) Вукојић (Трбуње, 1880) био је српски наредник. Носилац је Карађорђеве звезде са мачевима.

## Биографија
Рођен је 1880. године у селу Трбуње, од оца Милентија и мајке Милике. До почетка рата бавио се земљорадњом. У рат је кренуо као редов а због изузетне храбрости унапређен је у чин резервног наредника. Одликован је Златним војничким оредном К3м 1915. године за подвиге које учинио за време битке на Колубари 1914. године. После повлачења преко Албаније борио се на Солунски фронт и погинуо је предводећи своју десетину у јуришу на Ветерник 11. августа 1916. године. Сахрањен је на српском војничком гробљу у селу Суботско.
Пореде Златног војничког ордена КЗм, носилац је и руског ордена Св. Ђорђа 4. степена и медаље за храброст.
Био је ожењен са Бориком, са којом је имао синове Михајла, Властимира, Драгишу и кћер Наталију.